# Óscar Céspedes Cabeza
Óscar Céspedes Cabeza (Santa Coloma de Gramanet, Barcelona, España, 6 de febrero de 1978), más conocido como Óscar Céspedes, es un exjugador y entrenador de fútbol español que actualmente entrena al Nanjing City de la Primera Liga China, la segunda división del país asiático.

## Trayectoria
Óscar fue un jugador de fútbol formado en La Masía del FC Barcelona; tras salir de allí en edad juvenil firmaría por el RCD Espanyol para jugar una temporada en juveniles y debutar con el RCD Espanyol B. Más tarde, jugaría durante 18 temporadas en un sinfín de equipos de Segunda División y Tercera como Algeciras CF, Motril CF, Girona FC, Rayo Vallecano B, UE Sant Andreu, Palamós CF, UE Figueres, Terrassa FC, CF Gavà, UDA Gramenet, Racing de Ferrol y Futbol Club Martinenc hasta la temporada 2014-2015.
Al obtener el título como entrenador, en 2015 sería nombrado responsable de tecnificación de la Escuela del FC Barcelona.
En 2016, Óscar recibió una oferta para volver a jugar al fútbol en el Qingdao Huanghai de China y el jugador aceptó la oferta. A su llegada al país chino coincidió con la llegada del Jordi Vinyals al banquillo y los planes del jugador cambiaron ya que le ofrecieron ser director de todo el fútbol base del Qingdao Huanghai.
En julio de 2020, tras la marcha de Pablo Machín del conjunto chino, se convierte en entrenador interino y coge las riendas del club durante un mes, al que dirige durante un partido hasta la llegada al banquillo de Wu Jingui.
El 23 de enero de 2021, firma por el Shaanxi Chang'an Athletic de la Primera Liga China.
El 18 de julio de 2022, firma por el Guangxi Pingguo Haliao de la Primera Liga China, la segunda división del país asiático. Óscar dirige al GX PG Haliao durante 10 partidos, saliendo del club el 5 de septiembre de 2022.
El 8 de octubre de 2022, firma como entrenador del Nanjing City de la Primera Liga China, la segunda división del país asiático.

## Clubes

### Como entrenador
| Club                                    | País  | Año       |
| --------------------------------------- | ----- | --------- |
| Qingdao Huanghai (Director Fútbol base) | China | 2016-2020 |
| Qingdao Huanghai (Entrenador Interino)  | China | 2020      |
| Shaanxi Chang'an Athletic               | China | 2021-2022 |
| Guangxi Pingguo Haliao                  | China | 2022      |
| Nanjing City                            | China | 2022-     |